# American Standard Building
Das American Radiator Building, auch American Standard Building, ist ein denkmalgeschütztes Hochhaus in Manhattan in New York City. Das einstige Geschäftsgebäude beherbergt seit 2001 das „Bryant Park Hotel“ (Vier Sterne).
Das ikonische Bauwerk befindet sich in Midtown Manhattan an der West 40th Street zwischen der Fifth Avenue und der Avenue of the Americas (Sixth Avenue) direkt am bekannten Bryant Park und gegenüber der öffentlichen städtischen Bibliothek New York Public Library. Die Adresse lautet 40 West 40th Street.

## Architektur
Das Gebäude ist 103 Meter (338 Fuß) hoch, hat 23 Stockwerke und wurde von den Architekten Raymond Hood vom Architekturbüro Howells & Hood und André Fouilhoux im Jahr 1924 für die American Radiator and Standard Sanitary Company gebaut. Das Architekturbüro Howells & Hood bezog nach der Fertigstellung selbst das 14. Stockwerk. Das American Radiator Building ist eine Weiterentwicklung von Hoods Tribune Tower, dessen Entwurf 1922 den ersten Preis des viel beachteten Chicagoer Architekturwettbewerbs erhielt. An der Westseite wurde von 1936 bis 1937 fünfstöckiger Anbau (Annex) errichtet.
Der Bau des Radiator Buildings markierte den Auftakt einer Reihe von zahlreichen Hochhäusern im Stil des Art déco, der für die 1920er Jahre prägend werden sollte. Mit den Möglichkeiten des Art déco ließen sich neben den Fassaden vor allem die Spitzen der Wolkenkratzer in ganz neuen Formen gestalten und eine der ersten Variationen ist dieses Gebäude. Ursprünglich gehörte es der Firma American Radiator, die Heizgeräte und Radiatoren herstellte und dementsprechend wurde die ganze Form dieses Gebäudes symbolisch als holzverkohlter Schaft mit goldglühenden Flammen an den Spitzen dargestellt. Das Bild eines gemütlich flackernden Kaminfeuers sollte hier in das Schema eines Wolkenkratzers übertragen werden.
Die schwarzen Ziegelsteine der Fassade wurden hier zum ersten Mal verwendet. Damit wurde der Kontrast zwischen den Fensterflächen, die von außen tagsüber immer dunkel aussehen, und der bisher üblichen hellen Steinfassade deutlich reduziert und der Eindruck eines farblich homogenen Körpers erreicht, auf dem die goldenen Sprenkel an der Spitze aus Terrakotta besonders auffallen, am besten bei abendlicher Beleuchtung. Das Erdgeschoss erhielt eine Verkleidung aus schwarzem Granit. Die New Yorker Architektur arbeitete am Anfang des 20. Jahrhunderts sehr gerne mit symbolischen Bezügen. Der kronenartige Abschluss wurde entworfen, um eine markante Fernwirkung in der Skyline New Yorks zu erzielen. Besonders auffällig sind die vergoldeten Terrakottadetails, die in der Nacht angestrahlt werden.
Das American Radiator Building wurde am 12. November 1974 von der New Yorker Landmarks Preservation Commission als Denkmal ausgewiesen. Am 7. Mai 1980 folgte die Eintragung in das National Register of Historic Places. Eine weitere Eintragung bekam das Gebäude am 23. Juni 1980 in das New York State Register of Historic Places (NYSRHP). 1998 wurde das Bürogebäude für 150 Millionen US-Dollar an Philip Pilevsky verkauft und 2001 nach umfassender Renovierung als Bryant Park Hotel mit 128 Zimmern eröffnet.

## Ansichten

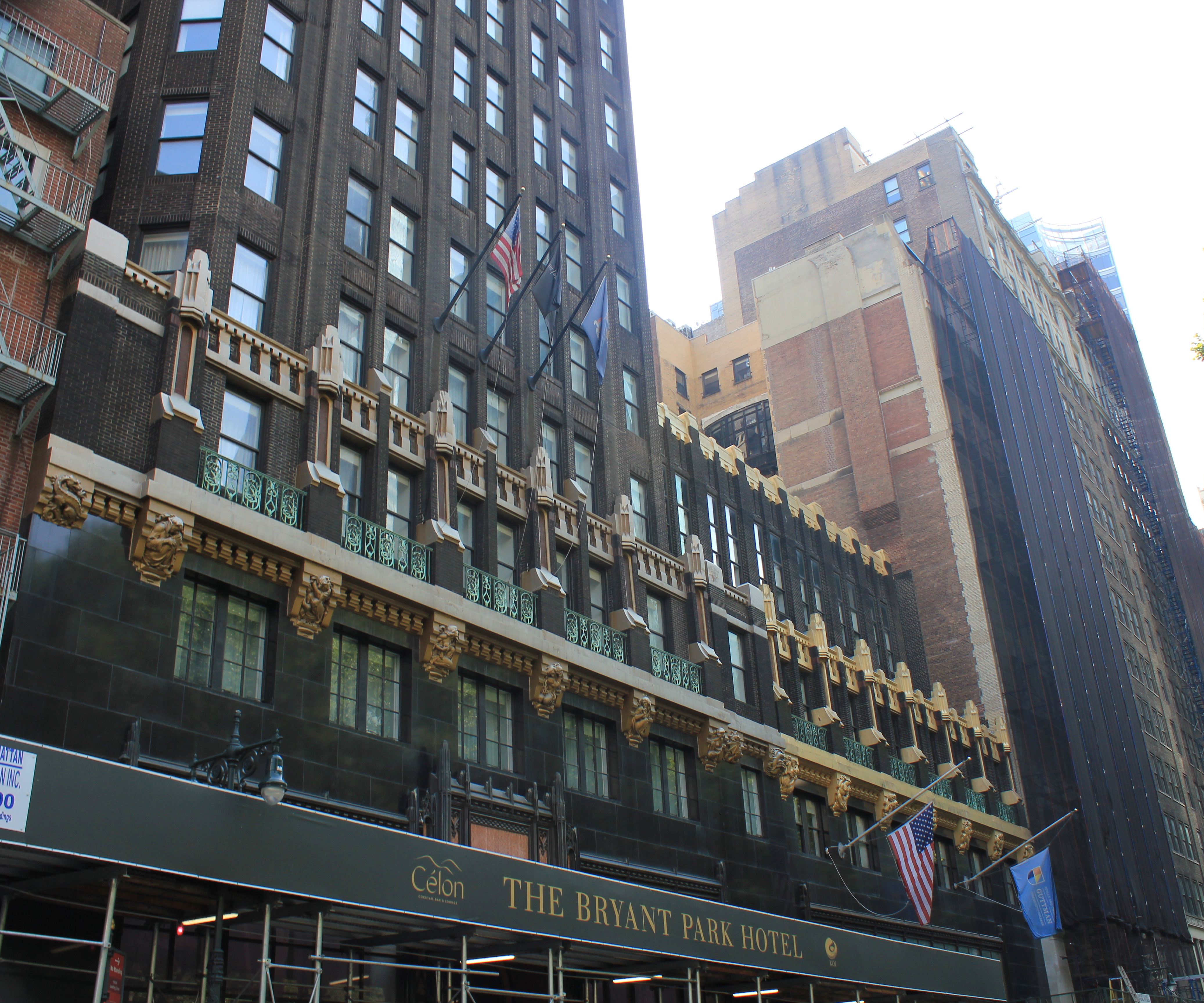
Gebäudesockel mit Annex (rechts)
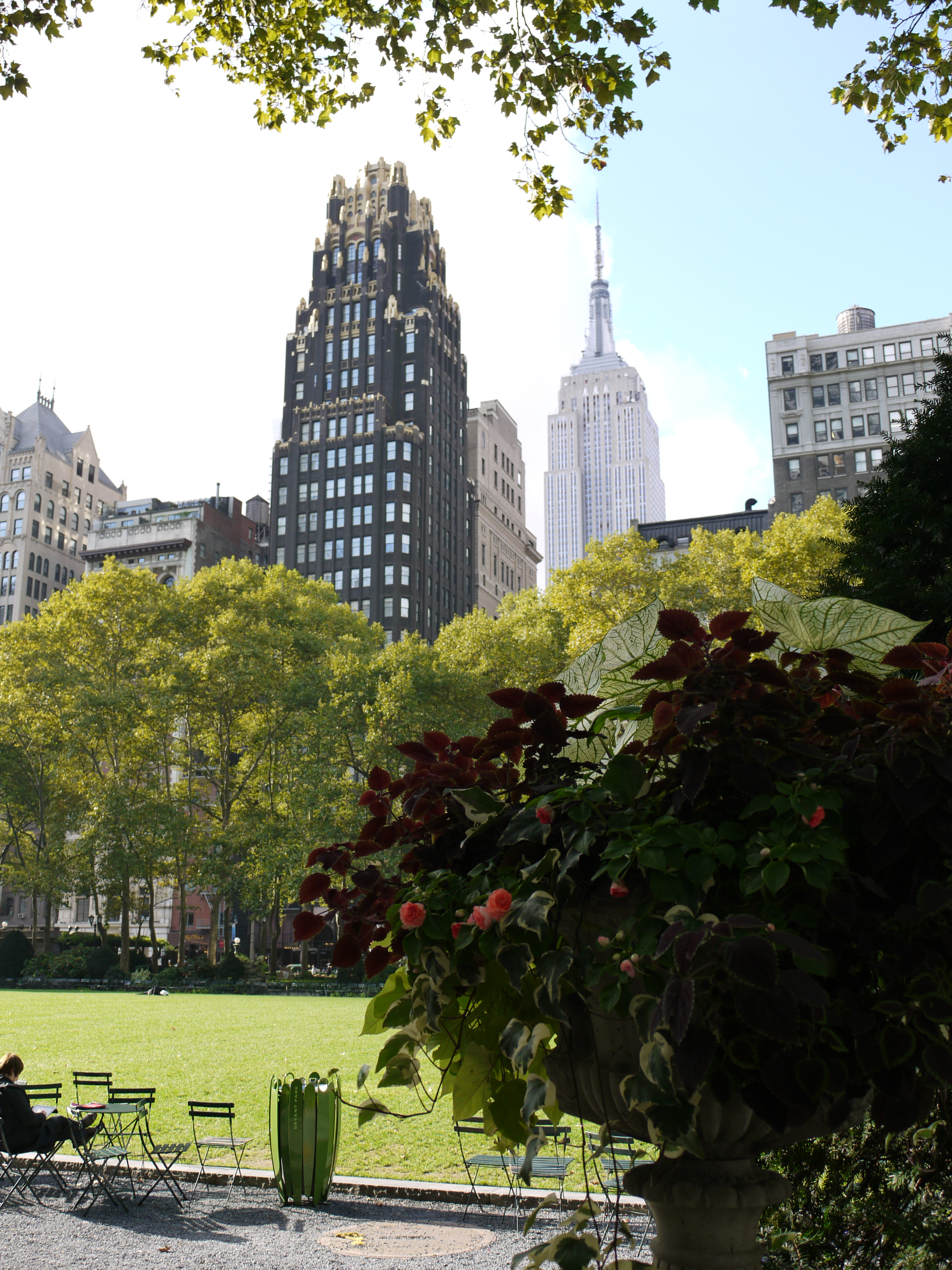
Blick vom Bryant Park zum Radiator Building (2011)
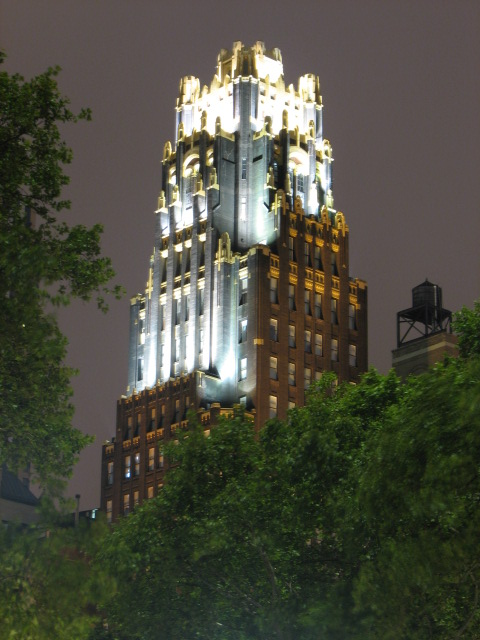
Das beleuchtete Hotel bei Nacht
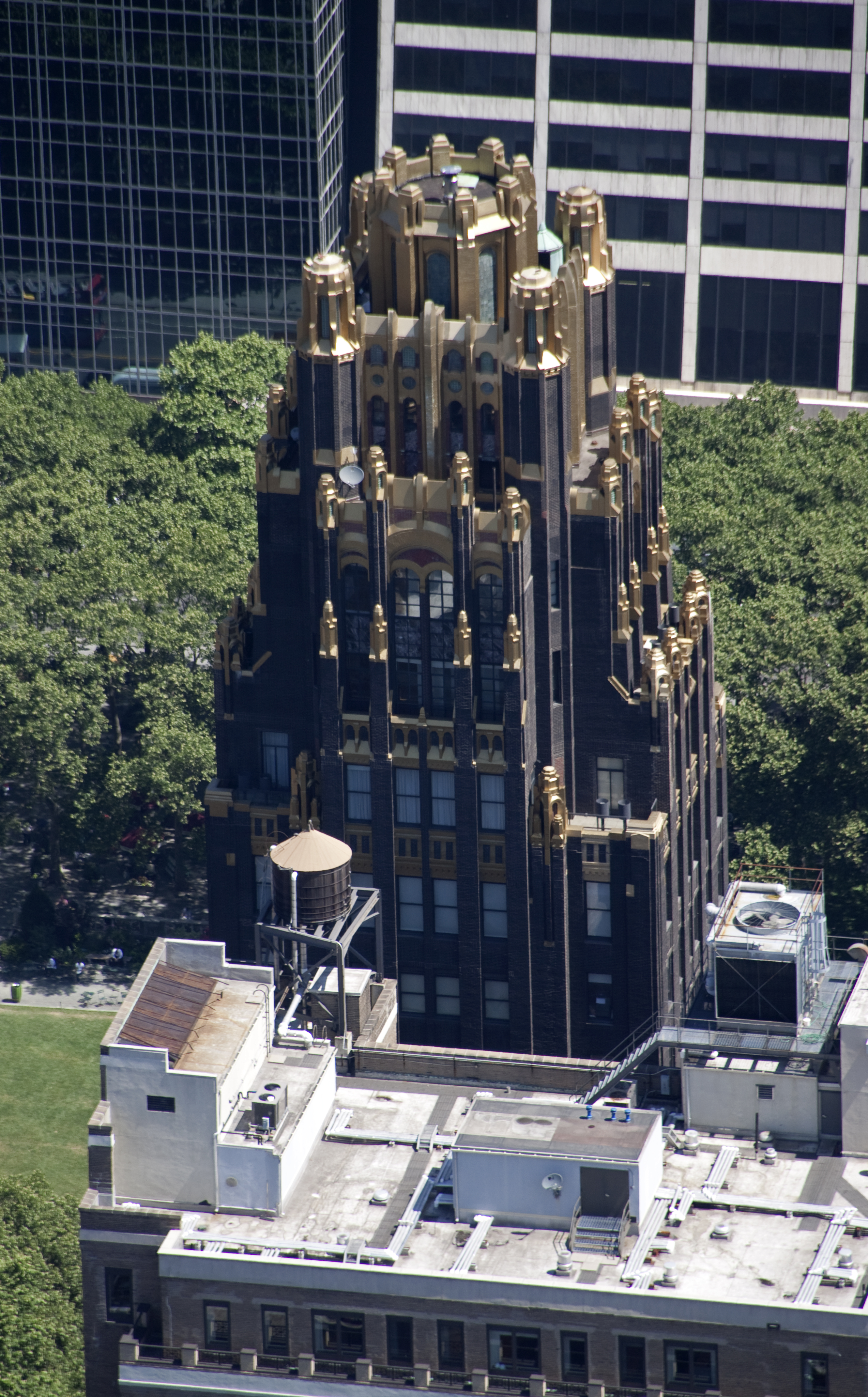
Blick auf die Gebäudekrone